# Boeken van Jeu
De Boeken van Jeu, ook wel de Boeken van Jeou, is een gnostisch geschrift in twee delen, dat in een Koptische vertaling onderdeel is van de Codex Brucianus. Er moet een oorspronkelijk Griekse tekst zijn geweest, maar daar is nooit iets van gevonden. De twee delen worden wel onderscheiden als het Eerste en het Tweede boek van Jeu.
De naam van de codex is ontleend aan de Schotse ontdekkingsreiziger James Bruce (1730-1794). Bruce keerde in 1774 na een verblijf van zes jaar in Ethiopië terug in Europa. Tijdens zijn reis had hij in Egypte de codex verworven. Sinds 1848 is de codex in het bezit van Bodleian Library. De codex bevat naast de Boeken van Jeu ook het Titelloze geschrift.
In de handschriften zelf komt de titel Boeken van Jeu niet voor. De Codex Askewianes bevat een geschrift dat bekend staat als de Pistis Sophia. In die tekst geeft Jezus zijn discipelen een uitleg over de hemelse mysteriën, en zegt dat die te vinden zijn in de Boeken van Jeu. Er is consensus op het vakgebied dat de Boeken van Jeu in hetzelfde gnostische milieu moet zijn ontstaan als de Pistis Sophia en dat de teksten nauw verwant zijn. Het is om die reden, dat de tekst in de Codex Brucianus de naam Boeken van Jeu heeft gekregen. De oorspronkelijk Griekse tekst van de Boeken van Jeu moet in de eerste helft van de derde eeuw geschreven zijn.

## Essentie van de inhoud

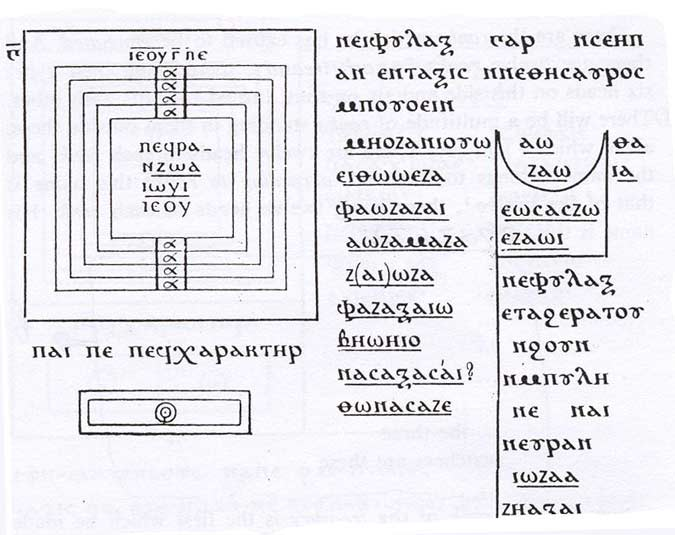
Diagram van de goddelijke krachten in een van de sferen,schatten in het Eerste boek van Jeu

De teksten handelen vrijwel uitsluitend over de opstijging van de ziel naar de goddelijke wereld.  In het Eerste boek van Jeu komen veel ingewikkelde diagrammen voor, die een groot aantal namen van goddelijke krachten bevatten. De in die diagrammen vermelde namen bestaan uit een rij van klinkers die op een rituele wijze gereciteerd moesten worden, zoals IEOU (Jeu).

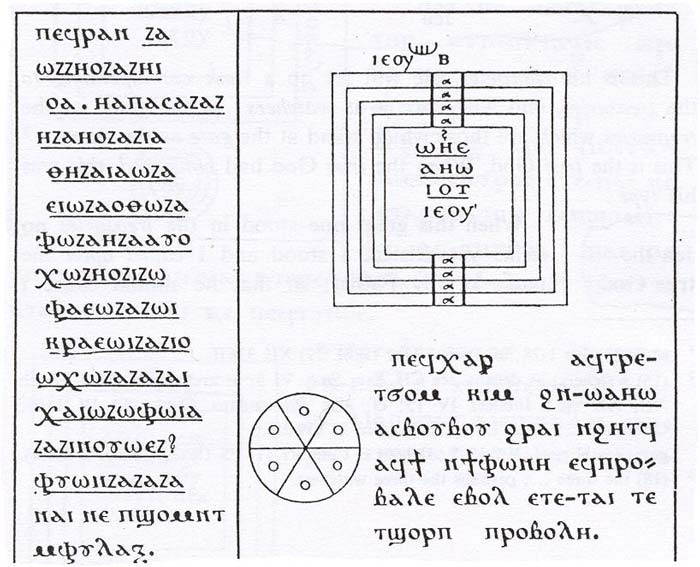
Diagram van de goddelijke krachten in in een van de sferen,schatten in het Eerste boek van Jeu

Het Eerste boek is een onderricht van Jezus aan zijn discipelen over de inrichting van het pleroma. In de gnostiek is pleroma de benaming voor de volheid, de structuur en verblijfplaats van de goddelijke wereld. In de tekst wordt Jeu de  ware God genoemd, al blijkt later dat er nog een hogere god is. Die hogere onkenbare God is de Vader van Jezus als Verlosser en uit hem komt ook Jeu voort. Er is sprake van zestig hemelsferen die hier schatten worden genoemd. Die sferen komen op bevel van mijn Vader ook uit Jeu voort. Ieder van die sferen heeft een magische naam, hoewel er verder geen informatie gegeven wordt over hun hoedanigheid en rol. 

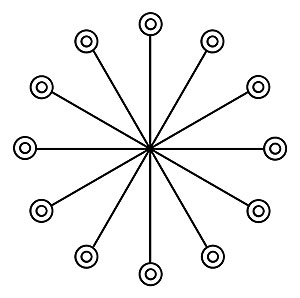
Zegel in de Boeken van Jeu

De sferen, eonen, worden in de tekeningen en diagrammen in de tekst ruimtelijk afgebeeld. Ieder van de zestig sferen kent weer twaalf emanaties en drie wachters die de schat bewaken bij iedere poort van de schat. De essentie van de tekst is dat het kennen van de magische namen van de goddelijke krachten en het bezitten van de juiste bewoordingen om de wachters te passeren essentieel is voor het verheven kunnen worden naar de goddelijke wereld en uiteindelijk de verlossing. Aan het eind van het Eerste boek zijn een aantal lacunes, maar het is duidelijk dat de discipelen samen met Jezus door al deze hemelse sferen gaan. Dit deel sluit af met een gnostische hymne.
In het Tweede boek hebben zich een aantal vrouwelijke leerlingen bij de groep gevoegd. Jezus onderricht in dit deel over de Lichtschat. De zielen worden door engelen omhoog gevoerd door alle sferen van de onzichtbare God. Alle leerlingen worden gedoopt met water, vuur en de Heilige Geest. Bij deze doop wordt in de tekst de Bijbelse figuur Melchisedek geïntroduceerd die hier als een hemelse hogepriester het ritueel organiseert.
Deze rituelen worden uitvoerig beschreven met bijvoorbeeld beschrijvingen van zegels die op het voorhoofd van iedere leerling getekend moeten worden en lange lijsten van ingrediënten voor het branden van wierook. Er volgt dan een beschrijving wat de leerlingen zullen ontmoeten tot zij bij de hoogste lichtschat zijn. Dat is in deze tekst de gebruikte benaming voor het pleroma. Zij dienen nog door veertien sferen te gaan. Bij iedere sfeer dienen zij een bewijs van vergeving voor hun zonden af te geven door de correcte magische namen uit te spreken. Het kennen en kunnen uitroepen van de geheime godsnaam is essentieel. Als voorbeeld:
Azaraka A Amathkratitath
Yo Yo Yo
Amen Amen
Yaoth Yaoth Yaoth
Phaoph Phaoph Phaoph
Chioephozpe Chenobinuth
Zarlai Lazarlai Laizai
Voorafgaand aan dit onderricht vaardigt Jezus het strikte verbod uit hier niet over te spreken met volgelingen van de demiurg en zijn dienaren, maar uitsluitend met mensen die dit waardig zijn. In dit tekstdeel komt een zin voor waarin ook rituele praktijken van een gnostische groepering als de borboriten veroordeeld worden. Ook deze groep valt onder het verbod vanwege hun gewoonte sperma en menstruatiebloed aan te bieden en te laten eten door de deelnemers aan de eucharistie. Het sperma was het lichaam van Christus en het bloed was het bloed van Christus. Hun God is slecht. 